# Here in After
Here in After är det amerikanska death metal-bandet Immolations andra studioalbum, släppt februari 1996 av skivbolaget Metal Blade Records.

## Låtförteckning
1. "Nailed to Gold" – 3:54
2. "Burn with Jesus" – 4:01
3. "Here in After" – 4:54
4. "I Feel Nothing" – 4:41
5. "Away from God" – 4:45
6. "Towards Earth" – 4:47
7. "Under the Supreme" – 4:23
8. "Christ's Cage" – 5:51

- Text och musik: Immolation

## Medverkande
Musiker (Immolation-medlemmar)
- Ross Dolan – sång, basgitarr
- Robert Vigna – gitarr
- Tom Wilkinson – gitarr
- Craig Smilowski – trummor

Produktion
- Wayne Dorell – producent, ljudtekniker, ljudmix
- Jim Forbes – producent
- Eddy Schreyer – mastering
- Brian J Ames – omslagsdesign
- Andreas Marschall – omslagskonst
- Jeff Wolfe – foto
- Brad Hyman – foto